# 서비스 지향 인프라스트럭처
서비스 지향 인프라스트럭처(Service Oriented Infrastructure) 또는 SOI는 IT 인프라를 서비스로서 설명하기 위한 시스템(체계)이다.
다른 모든 것들 중에서, 이를 뒷받침하기 위해 바탕에 깔려있는 원칙들은 메인프레임과 LDAP 기술이지만, SOI는 비즈니스 가치를 측정 가능한 것으로 만들기 위한 프레임워크 또는 마인드셋을 제공한다.

## 개관
SOI는 IT 서비스에 대한 기초를 제공한다. 이 개념은 서비스 지향(Service Orientation)을 다음과 같은 세 가지 도메인을 논의하는 형태로 인텔에 의해 최초로 발전되었다.
1. 엔터프라이즈
2. 애플리케이션 아키텍처
3. 인프라스트럭처

SOI의 핵심 관점은 산업화와 가상화이며, 이는 IT 인프라 서비스를 개별 인스턴스가 아닌 리소스 pool의 형태로 제공하는 것을 의미한다.
서비스 지향 아키텍처(SOA)가 IT 산업에 넓게 수용되는 동안, SOI는 수용이 뒤떨어졌었다. 요즘은 SOI 솔루션이 애플리케이션 서버 그리드, DB 그리드, 가상화 서버와 스토리지 형태의 SOI 솔루션으로의 가능성과 함께 바뀌고 있다.
HP, 시스코, Capgemini의 공동 노력에 의해 SOI에 대한 다음과 같은 정의가 만들어졌다.
- 가상화된 IT 인프라는 산업화된 방식으로 관리될 수 있는 컴포넌트들로 구성되며, 이 컴포넌트들은 :
  - 개별적인 인스턴스 대신에 서비스 카탈로그를 노출된다.
  - SOA 애플리케이션의 지원으로 구성될 수 있다.

SOI라는 용어는 또한 더 넓은 범위로 사용될 수 있으며, 이는 계산, 스토리지, 네트워킹 하드웨어 및 소프트웨어까지, 모든 설정 가능한 인프라 자원을 포함할 수 있다.
SOA의 목표와 일관되게, SOI는 재사용과 필요한 인프라 자원에 대한 동적인 할당을 쉽게 만들어준다.
SOI 솔루션의 발전은 제공되는 서비스의 특성에 초점이 맞춰져 있다. 서비스 특성들은 솔루션의 발전과 더불어 이러한 서비스들의 보급의 기반이 된다. "서비스 생명주기가 완전히 관리"된다는 개념은 특정 애플리케이션을 위한 IT 인프라에 개별적인 사일로(silo)와 같이 공급되는 IT 인프라의 이벤트 기반 배치와 대조적인 차원을 제공한다.
SOI는 기본적인 서비스의 집합을 노출하며, 이러한 서비스는 예를 들어 이동성과 보안과 같은 네트워크 환경의 일부분과 같은 서비스들일 것이다.
네트워크 환경은 자원의 공유, 애플리케이션 통합, 통신과 협업을 제공하며, 이는 ubiquitous하고 확장성이 있으며, 신뢰성, 지속가능성, 관리가능성 및 가격 효율성을 가진다.
2007년 4월, 오픈 그룹은 SOA 워킹그룹 안에 SOI에 대한 프로젝트를 착수했다. 이 SOI 프로젝트는 Open Group 구성원들 간에 SOI에 대한 보다 일반적인 이해를 발전시키는 것을 목표로 한다.

## 같이 보기
- 서비스 지향 아키텍처
- 그리드 컴퓨팅